# Alain Couriol
Alain Couriol (Párizs,  1958. október 24. –) válogatott francia labdarúgó, csatár.

## Pályafutása

### Klubcsapatban
A Cannet-Rocheville korosztályos csapatában kezdte a labdarúgást. 1978-79-ben a harmadosztályú INF Vichy labdarúgója volt. 1979 és 1983 között az élvonalbeli AS Monaco csapatában szerepelt, ahol egy bajnoki címet szerzett az együttessel. 1983 és 1989 között a PSG játékosa volt és egy bajnoki címet és ezüstérmet szerzett a csapattal. 1989-90-ben az SC Toulon, 1990-91-ben a St Denis St Leu labdarúgója volt. 1991-ben fejezte be az aktív labdarúgást.

### A válogatottban
1980 és 1983 között 12 alkalommal szerepelt a francia válogatottban és két gólt szerzett. Részt vett az 1982-es spanyolországi világbajnokságon.

## Sikerei, díjai
Franciaország
- Világbajnokság
  - 4.: 1982, Spanyolország

 AS Monaco
- Francia bajnokság
  - bajnok: 1981–82

 PSG
- Francia bajnokság
  - bajnok: 1985–86
  - 2.: 1988–89